# سوپرباس دیانتوس

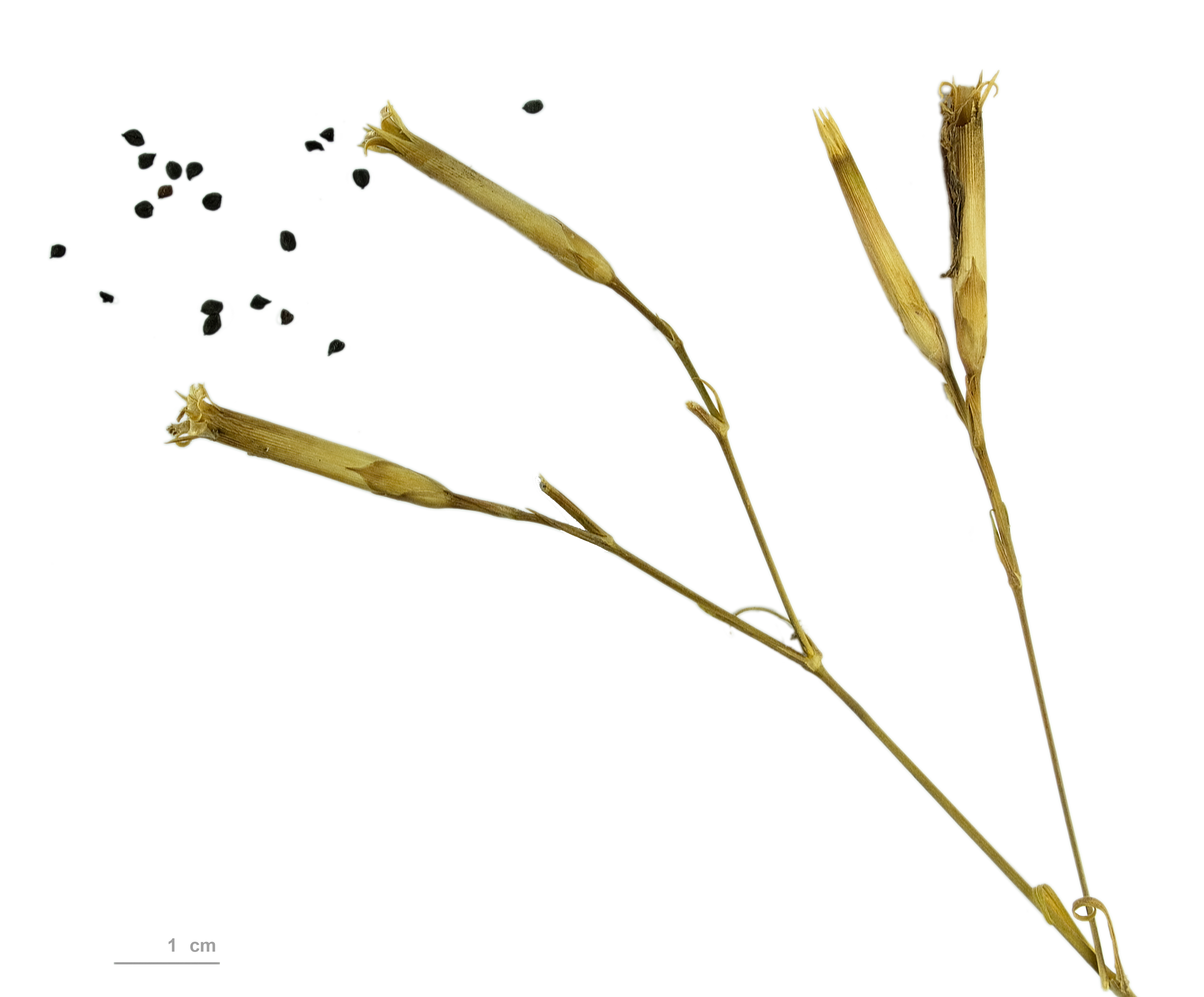
Dianthus superbus - موزه تولوز

سوپرباس دیانتوس (انگلیسی: Dianthus superbus) یک گیاه باغی محبوب از راسته میخک‌سانان است.

## اهمیت فرهنگی
"یاماتو ناده‌شیکو" ("D. superbus longicalycinus") به‌طور استعاری با زیبایی سنتی و ایده‌آل زنانه در فرهنگ ژاپنی مرتبط است.